# Nanping, Sichuan
Nanping (kinesiska: 南坪乡, 南坪) är en socken i Kina. Den ligger i provinsen Sichuan, i den sydvästra delen av landet, omkring 380 kilometer öster om provinshuvudstaden Chengdu. Antalet invånare är 4 766. Befolkningen består av 2 211 kvinnor och 2 555 män. Barn under 15 år utgör 22,0 %, vuxna 15-64 år 67 %, och äldre över 65 år 9,0 %.
Genomsnittlig årsnederbörd är 1 617 millimeter. Den regnigaste månaden är september, med i genomsnitt 315 mm nederbörd, och den torraste är januari, med 9 mm nederbörd.